# Nikolaos Plastiras
Nikolaos Plastiras (en griego: Νικόλαος Πλαστήρας, 4 de noviembre de 1883 - 26 de julio de 1953) fue un político y militar griego. Llegó al grado de general del ejército griego. Se le conoce como "O Mavros Cavalares" ("el jinete negro").

## Comienzos
Nació en 1883, en Karditsa, Grecia. Sus padres eran de Morfovouni (antes Vounesi), un pueblo de las montañas de Agrafa, que se sitúa en la parte del noroeste de Tesalia.
Combatió contra el Ejército Rojo en Ucrania antes de participar en la guerra greco-turca (1921-1923). Después de la derrota tomó el poder en Grecia (13 de septiembre de 1922), en una revuelta contra el gobierno antivenicelista, cuyos principales dirigentes quedaron arrestados. Al contrario que otros generales, trató de alcanzar un acuerdo con los monárquicos para evitar a finales de 1923 la expulsión del rey y la instauración de una república.

## Crisis republicana y restauración de la monarquía
A finales de 1932, temiendo la restauración monárquica ante una victoria de los populistas de Panagis Tsaldaris, empujó a Eleftherios Venizelos a desplazar el gobierno de aquel. Ante la derrota de Venizelos en las elecciones de marzo de 1933 dio un golpe de Estado para evitar la formación de un gobierno populista, dispuesto a mantener la república incluso a costa del sistema parlamentario.
Tras participar en un nuevo pronunciamiento provenicelista en marzo de 1935, fracasado, se exilió en Francia.
En la primavera de 1936, olvidando antiguos enfrentamientos, aconsejó a Ioannis Metaxás implantar una dictadura con su respaldo, a condición de readmitir a los oficiales venicelistas expulsados tras el golpe de 1935.

## Posguerra
Fue primer ministro de Grecia tres veces en 1945, 1950 y 1951-1952. Durante este tiempo ordenó la construcción de la represa que ahora se llama Plastiras en su honor. Esta represa tuvo gran importancia en el desarrollo del este de Grecia. 
Plastiras murió en 1953 en Atenas.